# Stanisław Nicieja

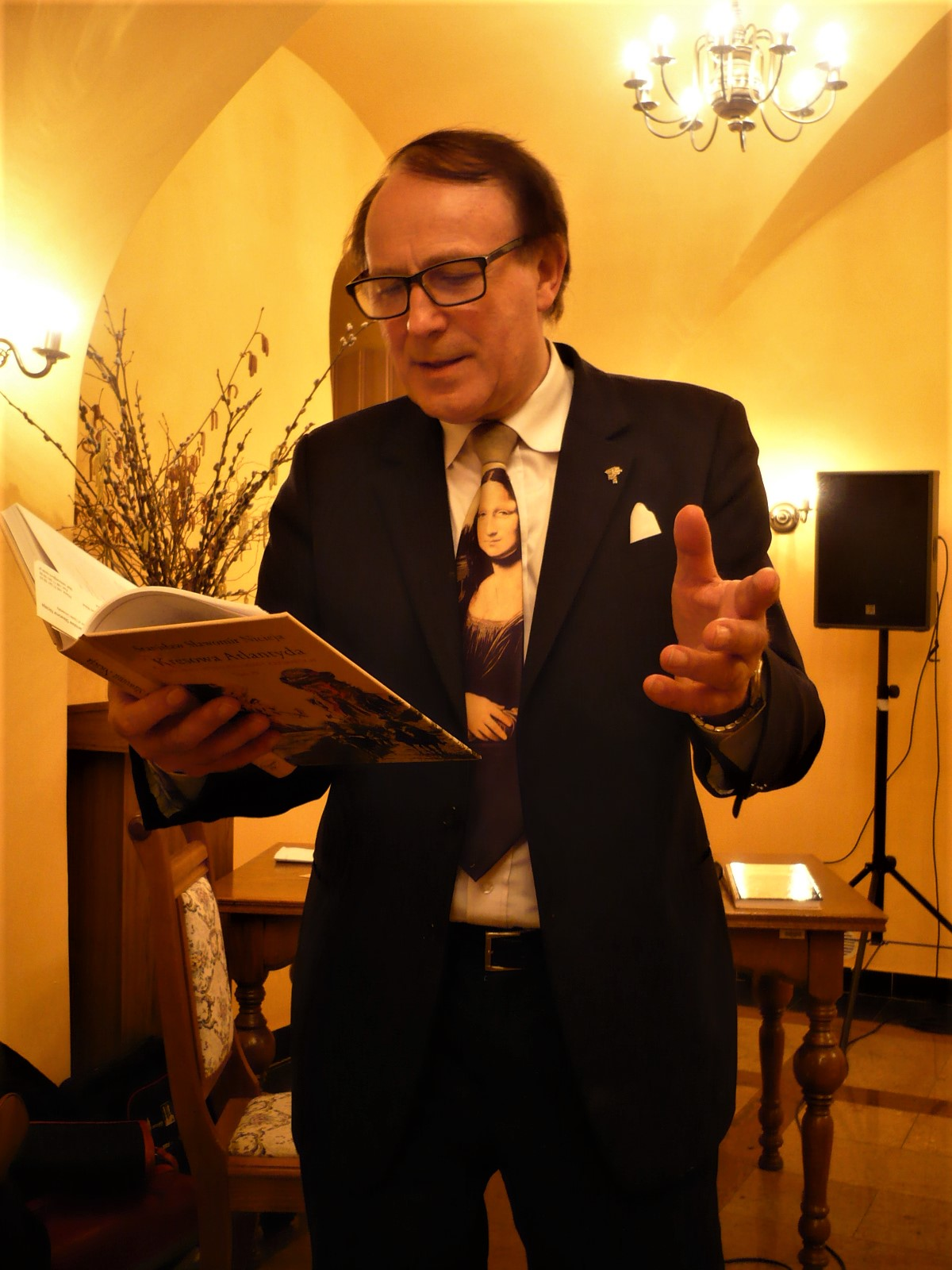
Stanisław Nicieja w Radkowie (2017)

Stanisław Sławomir Nicieja (ur. 4 października 1948 w Strzegomiu) – polski historyk i historyk sztuki XIX i XX wieku, profesor nauk humanistycznych, były rektor Uniwersytetu Opolskiego, senator V kadencji.

## Życiorys
Ukończył studia na Wydziale Filologiczno-Historycznym Wyższej Szkoły Pedagogicznej w Opolu, uzyskując tytuł zawodowy magistra historii. W 1977 obronił doktorat w zakresie nauk humanistycznych (na podstawie pracy poświęconej Julianowi Leszczyńskiemu), w 1982 uzyskał stopień doktora habilitowanego. W 1989 otrzymał tytuł profesora nauk humanistycznych.
W okresie PRL był działaczem PZPR (od czasu studiów) i Patriotycznego Ruchu Odrodzenia Narodowego. Przewodniczył uczelnianej organizacji Socjalistycznego Związku Studentów Polskich, odbył roczną aspiranturę w jednym z instytutów Wyższej Szkoły Nauk Społecznych przy KC PZPR. W 1988 otrzymał nagrodę specjalną za działania w radzie wojewódzkiej PRON. Publikował w partyjnych periodykach artykuły poświęcone działaczom komunistycznym, m.in. o Feliksie Dzierżyńskim. Był także członkiem komitetu redakcyjnego kwartalnika KC PZPR „Z Pola Walki”, w którym publikowano artykuły na temat historii polskiego i międzynarodowego ruchu robotniczego i komunistycznego.
Odbył staże na Lwowskim Uniwersytecie Narodowym im. Iwana Franki (1978–1979), w Instytucie Historii PAN (1981–1982), uzyskał stypendium Bolesława Krokowskiego w Nancy i Paryżu (1986), stypendium Fundacji Lanckorońskich w Londynie (1990–1991), stypendium Fundacji Tadeusza Zabłockiego w Londynie (1992), stypendium Polskiej Fundacji Kulturalnej w Londynie (1993).
Po przekształceniu WSP w Uniwersytet Opolski (w 1994) pełnił funkcję rektora tej uczelni w latach 1996–2002. Ponownie został wybrany na trzyletnią kadencję w 2005. W 2008 nie ubiegał się o reelekcję. 16 marca 2012 został ponownie wybrany na to stanowisko (na kadencję 2012–2016), wygrywając z dotychczasową rektor uniwersytetu profesor Krystyną Czają stosunkiem głosów 57:42. W 2016 zastąpił go Marek Masnyk.
W latach 2001–2005 z rekomendacji Sojuszu Lewicy Demokratycznej sprawował mandat senatora z okręgu opolskiego. W 2005 nie kandydował w wyborach parlamentarnych. W 2007 i w 2011 bez powodzenia startował do Senatu (odpowiednio z ramienia LiD oraz SLD).
Był inicjatorem utworzenia i doprowadził do powstania Muzeum Uniwersytetu Opolskiego. Zasiadał m.in. w Polsko-Ukraińskiej Komisji do spraw Renowacji Cmentarza Łyczakowskiego we Lwowie (1989–1993), zespole odbudowy Cmentarza Orląt Lwowskich (od 1993), Głównej Komisji Badania Zbrodni przeciwko Narodowi Polskiemu (od 1994), komitecie redakcyjnym Słownika Biograficznego Polonii Świata w Paryżu (od 1992), redakcji miesięcznika „Semper Fidelis” (1989–1993), radzie programowej Polskiego Radia Opole (1993–1999). Opublikował 14 książek (w tym monografii o Cmentarzu Łyczakowskim), około 400 artykułów naukowych, publicystycznych i popularyzujących historię oraz kilkadziesiąt biogramów i artykułów biograficznych (m.in. Edwarda Raczyńskiego, Karola Zbyszewskiego, Marii Danilewicz Zielińskiej). Był promotorem ośmiu doktoratów.
Publikował m.in. w „Zeszytach Historycznych” w Paryżu, „Dziejach Najnowszych”, „Odrze”, „Kresach Literackich”, „Przeglądzie Wschodnim”, „Życiu Literackim”, „Pulsie” w Londynie, „Orle Białym” w Londynie, „Tygodniu Polskim” w Londynie, „Kwartalniku Historycznym”, „Mówią Wieki”.
Współautor sześciu filmów dokumentalnych o Lwowie, tj. Orlęta Lwowskie (1990), Snem wiecznym we Lwowie (1992), Zadwórze – polskie Termopile (1993). Należy do twórców Towarzystwa Historyczno-Literackiego im. Karola Szajnochy w Opolu, w jego ramach w 1989 zaczął organizować wieczory autorskie i promocje książek. Był pomysłodawcą i realizatorem Złotej Serii Otwartych Wykładów Uniwersyteckich.

## Odznaczenia i wyróżnienia
Laureat Nagrody im. Ludwika Waryńskiego (1987) za biografię Adam Próchnik – historyk, polityk, publicysta, Śląskiej Nagrody im. Juliusza Ligonia (1989), nagród redakcji „Życia Literackiego” (1989) i „Przeglądu Technicznego” (1989), „Przeglądów Wschodniego” (1993) i „Polityki” (1999), Nagrody Literackiej Wojewody Opolskiego (1990), Nagrody Ministra Edukacji Narodowej I stopnia za osiągnięcia naukowe (1986, 1991, 1999), Nagrody im. Karola Miarki (2008), tytułu Zasłużony Obywatel Miasta Opola (1994), wyróżnienia czytelników miesięcznika „Kraków” w konkursie „Portrety 2020” na najlepszą biografię roku za XV tom serii Kresowa Atlantyda pt. Wilno (2021).
W 1993 został odznaczony Krzyżem Kawalerskim Orderu Odrodzenia Polski. W 2005 wyróżniony Srebrnym Medalem „Zasłużony Kulturze Gloria Artis”.

## Publikacje
- Julian Leszczyński-Leński, Książka i Wiedza, Warszawa 1979.
- Adam Próchnik – historyk, polityk, publicysta, PWN, Warszawa 1986.
- Cmentarz Łyczakowski we Lwowie 1786–1986, Ossolineum, Wrocław 1988.
- Cmentarz Obrońców Lwowa, Ossolineum, Wrocław 1990.
- Z Kijowa na Piccadilly. Wokół biografii Tadeusza Zabłockiego – Gwasza, Helionia, Opole 1994.
- Jałta z perspektywy półwiecza. Materiały z konferencji naukowej zorganizowanej przez Instytut Historii Uniwersytetu Opolskiego w dniach 25–26 października 1994 roku, Instytut Historii Uniwersytetu Opolskiego, Opole 1995.
- Łyczaków – dzielnica za Styksem, Ossolineum, Wrocław 1998.
- Tam gdzie lwowskie śpią Orlęta, ROPWiM, Warszawa 2002 (album).
- Cmentarz Łyczakowski w fotografii, ROPWiM, Warszawa 2002 (album).
- Prudnik dawniej i dziś 1896–2006, Wydawnictwo MS, Opole 2006.
- Twierdze kresowe Rzeczypospolitej. Historia, legendy, biografie, Iskry, Warszawa 2006.
- Kresowe Trójmiasto. Truskawiec-Drohobycz-Borysław, Iskry, Opole 2009.
- Lwowskie Orlęta. Czyn i legenda, Iskry, Warszawa 2009.
- Kresowa Atlantyda. Historia i mitologia miast kresowych, tom 1–22, Wydawnictwo MS, Opole 2012–2025.